# Bleptina cryptoleuca
Bleptina cryptoleuca là một loài bướm đêm trong họ Noctuidae.